# Papatlo
Papatlo est une ville du Botswana.